# Lion-en-Beauce
Lion-en-Beauce är en kommun i departementet Loiret i regionen Centre-Val de Loire strax norr Frankrikes mitt. Kommunen ligger i kantonen Artenay som tillhör arrondissementet Orléans. År 2022 hade Lion-en-Beauce 122 invånare.

## Befolkningsutveckling
Antalet invånare i kommunen Lion-en-Beauce
| Referens: INSEE |